# مقياس إنساني

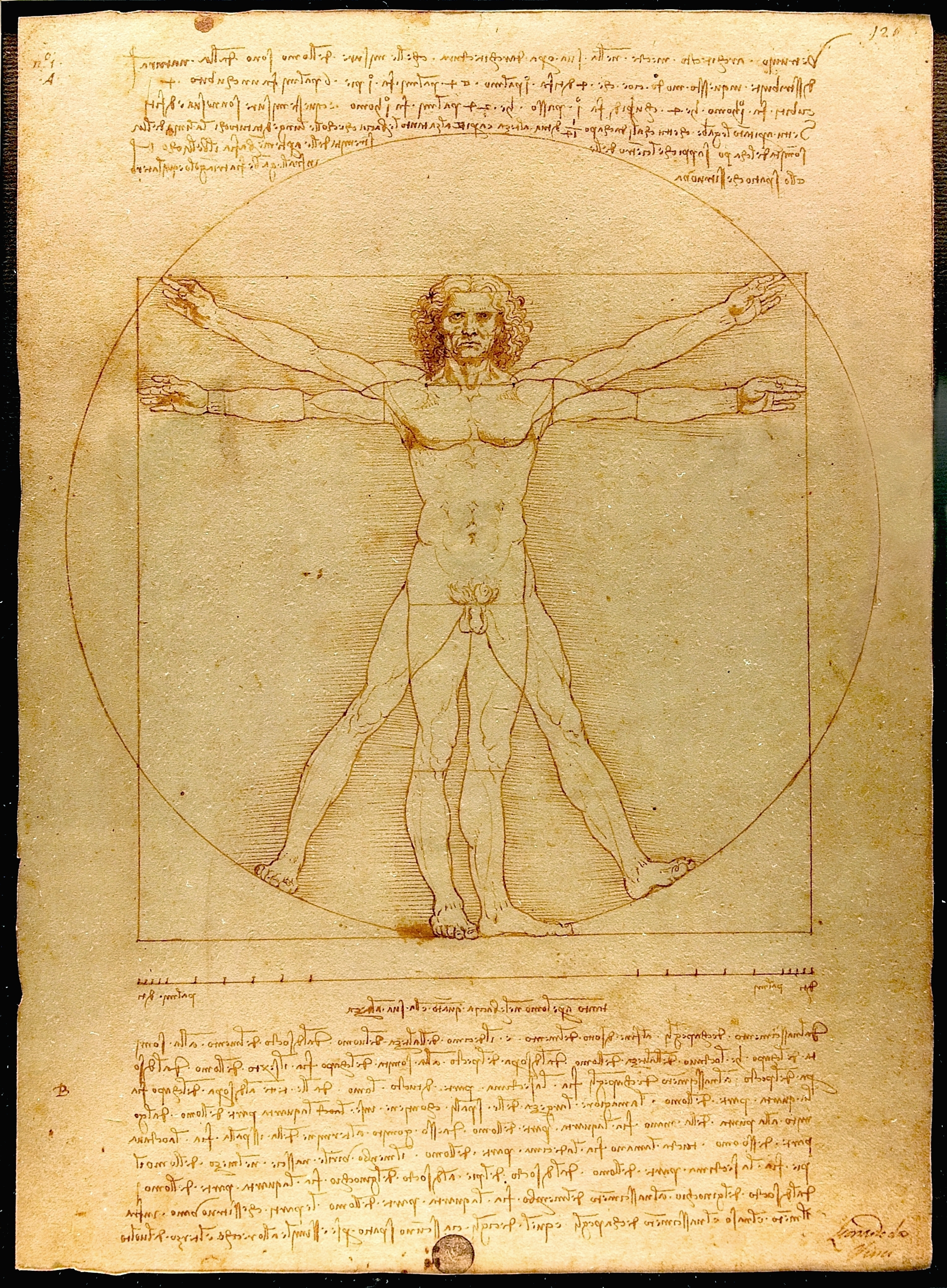
تمثيل ليوناردو دا فينشي لرسم إنسان والنسب بينها وتناسقها.

المقياس الإنساني (بالإنجليزية: Human scale) هو مجموعة من الصفات الجسدية، وكميات من المعلومات التي تميز جسم الإنسان، والمحرك لها، والقدرات الحسية أو العقلية.

## المقياس البشري في العمارة
يتفاعل البشر مع البيئة المعمارية وفقا لقدراتهم الجسدية. يحتوي مجال القياسات البشرية على أسئلة لم تتم الإجابة عليها، ولكن يبقى صحيح أن الخصائص الفيزيائية البشرية يمكن التنبؤ بها تمامًا وقابلة للقياس بشكل موضوعي. تحتوي المباني التي تتكيف مع القدرات الجسدية للبشر على أدراج، وأبواب، ودرابزين، ومقاعد، ورفوف، وإطارات نوافذ، وممرات، وميزات أخرى تتناسب مع قدرات الشخص العادي.
يتفاعل البشر أيضًا مع البيئة المعمارية وفقا لقدراتهم الحسية. مجالات الإدراك البشري ، مثل علم النفس الإدراكي وعلم النفس المعرفي ، ليست علومًا دقيقة ، لأن معالجة المعلومات البشرية ليست فعلًا جسديًا بحتًا ولأن الإدراك يتأثر بعوامل ثقافية وتفضيلات شخصية وتجارب وتوقعات مختلفة. لذلك من الصعب التنبؤ  بالتصورات البشرية لأنها غير قابلية للقياس كما في الأبعاد المادية.

### الرغبة في تجاهل المقياس البشري
- الرغبة الصرحية  تؤدي إلى بناء مباني وتماثيل على مقياس كبير نسبيا كإشارة اجتماعية وثقافية على أن الموضوع أكبر من الحياة نفسها.
- الرغبة الجمالية الحداثية تؤدي  إلى تصميم مباني بنقاء هيكلي ووضوح في الشكل بغض النظر عن المقياس البشري.
- الرغبة الميكانيكية تؤدي إلى تصميم مباني سهلة القراءة من الشارع. يمكن للعين البشرية أن تميز حوالي 3 أشياء أو سمات في الثانية. يمكن للمشاة الذين يسيرون بمحاذاة متجر بطول 30 مترًا  أن يدركون حوالي 68 خاصية ؛ وبالمقابل يمكن للسائق الذي يمر بالشارع المحاذي  للمتجر نفسه، بسرعة 50 كم / ساعة ، أن يدرك حوالي ست أو سبع خصائص. تميل المباني ذات المقياس الميكانيكي إلى أن تكون بسيطة وسهلة القراءة في لمحة بصر، ومزودة بلافتات بأحرف كبيرة وكلمات قليلة.